# سريدنيي دوبوفيك
سريدنيي دوبوفيك (بالصربية السيريلية Средњи Дубовик) هي قرية في البوسنة والهرسك. وهي تقع في بلدية بوزانسكا كروبا التابعة لكانتون يونا-سانا في اتحاد البوسنة والهرسك. طبقا لنتائج تعداد البوسنة عام 2013 فقد كان عدد سكانها 18 نسمة.
قبل حرب البوسنة والهرسك، كانت القرية بالكامل جزءا من بلدية بوزانسكا كروبا; وفي أعقاب اتفاقية دايتون (1995)، فقد أصبحت مرتبطة جزئيا بالبلدية التي تم إنشاؤها حديثا كروبا نا يوني والتي هي جزء من جمهورية صرب البوسنة.

## التركيبة السكانية

### التطور التاريخي للسكان
| 1948 | 1953 | 1961 | 1971 | 1981 | 1991 | 2013 |
| ---- | ---- | ---- | ---- | ---- | ---- | ---- |
| 634  | 636  | 678  | 596  | 402  | 327  | 18   |

### المجتمع المحلي
وفي عام 1991، كان عدد سكانها 719 نسمة وهم موزعون على النحو التالي:

## وصلات خارجية
- (بالإنجليزية) Maplandia